# Dariush Yazdani
Dariush Yazdani (in persiano: داریوش یزدانی; Shiraz, 2 giugno 1977) è un allenatore di calcio ed ex calciatore iraniano, di ruolo centrocampista.

## Carriera

### Club
Ha giocato nella prima divisione tedesca ed in quella iraniana.

### Nazionale
Con la nazionale iraniana ha partecipato ai Coppa d'Asia 1996 e 2000.

## Palmarès

### Club

#### Competizioni nazionali
- Campionato iraniano: 2

Esteghlal: 1997-1998
Saipa: 2006-2007
- Coppa dell'Iran: 1

Bargh Shiraz: 1996-1997

#### Nazionale
- Giochi asiatici: 1

Iran: 1998